# Ōgaki-juku

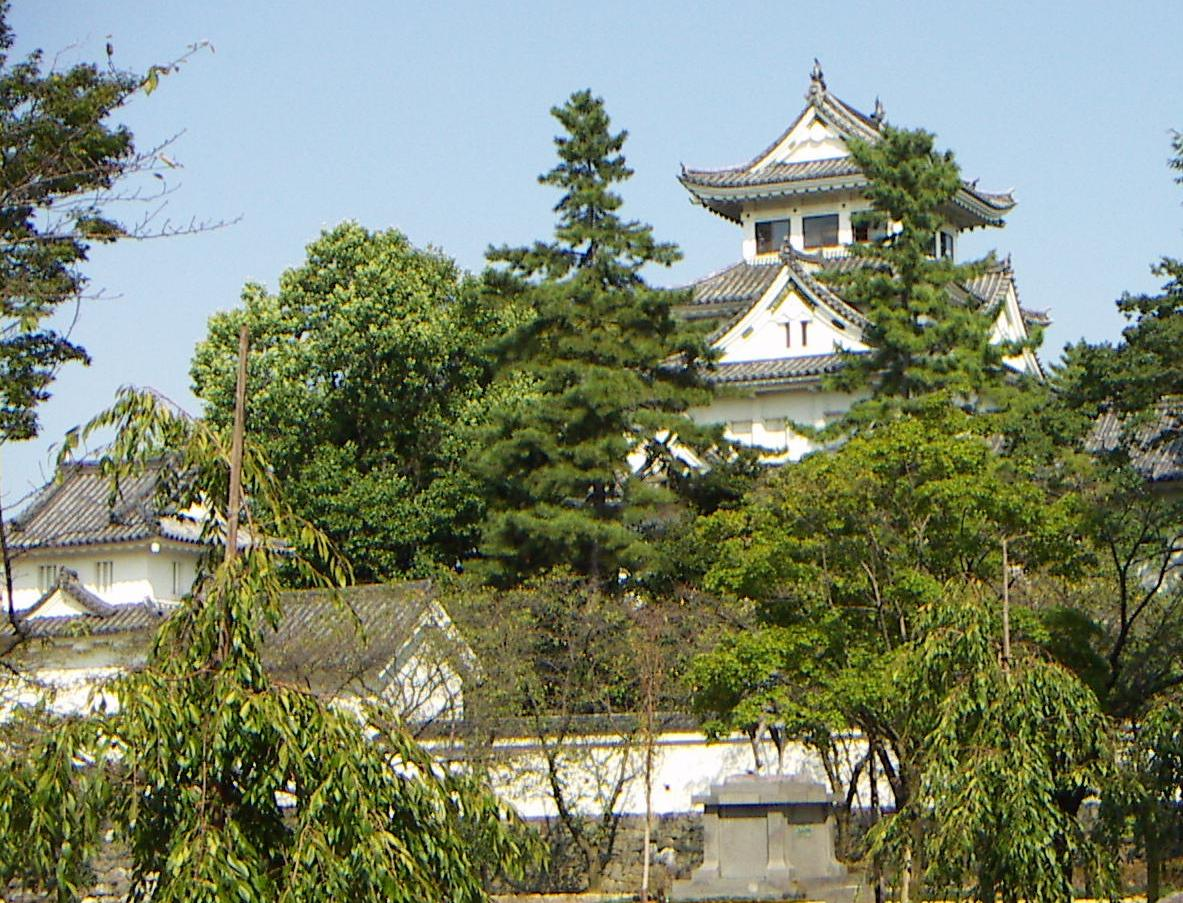
Château d'Ōgaki.

Ōgaki-juku (大垣宿, Ōgaki-juku) était la huitième des neuf stations (shukuba) du Minoji. Elle est à présent située dans la ville d'Ōgaki de la préfecture de Gifu au Japon. En plus d'être une station-relais, c'était aussi une jōkamachi (ville-château) pour le château d'Ōgaki du domaine d'Ōgaki. Ce double rôle est très semblable à celui de la station proche, Kanō-juku sur le Nakasendō.

## Plan de la ville
Ōgaki s'étire sur approximativement 2,9 km de l'ouest à l'est, bien que ses portes d'entrée n'étaient séparées l'une de l'autre que de 1,1 km. L'emplacement de l'ancienne station peut se reconstituer en suivant les quartiers Tenma-chō, Hon-machi, Takejima-chō, Tawara-machi, Funa-machi et Kusegawa-chō de la ville.

## Stations voisines
Minoji
Sunomata-juku – Ōgaki-juku – Tarui-juku